# Tereza de Ávila
Tereza de Ávila (născută Teresa Sánchez de Cepeda Avila Y Ahumada, n. 28 martie 1515, Ávila, Castilia și León, Spania – d. 15 octombrie 1582, Monastery of the Anunciación⁠(d), Castilia și León, Spania) a fost o călugăriță catolică reformatoare, fondatoare a Ordinului Carmeliților Desculți, cu ramuri masculine și feminine. 
Este venerată ca sfântă în Biserica Catolică și recunoscută ca Doctor al Bisericii.

## Originea
Bunicul patern a fost un evreu sefard din Toledo. În anul 1485, când Alonso Sánchez de Cepeda (1471–1543), tatăl Terezei, avea paisprezece ani, bunicul Juan Sánchez de Toledo Cepeda (1440–1507) s-a convertit la creștinism împreună cu întreaga familie, a dobândit o diplomă nobiliară și s-a mutat la Ávila, pentru a începe acolo un trai mai bun. Odată cu Reconquista crescuse presiunea asupra evreilor sefarzi, fapt care a dus în 1492 la Edictul de la Alhambra, care prevedea fie convertirea la creștinism, fie expulzarea. Evreii trecuți în perioada respectivă la creștinism au purtat denumirea de conversos.

## Decesul
A murit în noaptea trecerii de la calendarul iulian la calendarul gregorian, de aceea uneori data morții apare ca 4 octombrie, iar alteori 15 octombrie. În anul 1582 în țările care au adoptat actualizarea calendarului nu au existat zilele de 5-14 octombrie.